# ماريو بين
ماريو بين (بالهولندية: Mario Been)‏ هو لاعب كرة قدم ومدرب كرة قدم هولندي في مركز الوسط، ولد في 11 ديسمبر 1963 في روتردام في هولندا. شارك مع منتخب هولندا لكرة القدم. أما مع النوادي، فقد لعب مع تيرول إنسبروك ورودا كيركراده وفاينورد ونادي إكسلسيور ونادي بيزا ونادي هيرنفين ونادي واكر إنسبروك.

## وصلات خارجية
- ماريو بين على موقع قاعدة بيانات كرة القدم.إي يو (الإنجليزية)
- ماريو بين على موقع ناشيونال فوتبول تيمز (الإنجليزية)
- ماريو بين على موقع عالم كرة القدم.نت (الإنجليزية)